# 白头里乡
白头里乡，曾是中华人民共和国山西省朔州市右玉县下辖的一个乡镇级行政单位。2021年5月，撤销白头里乡，分别并入新城镇、威远镇、元堡子镇。将原白头里乡的野场、白头里、周鱼、庞家堡、东史、杨村6个村委会划归新城镇管辖；将滴水沿、西史2个村委会划归威远镇管辖；将马莲滩、赵官屯、康村、北花园、张化5个村委会划归元堡子镇管辖。

## 行政区划
白头里乡下辖以下地区：
白头里村、赵官屯村、马莲滩村、康村、崔家堡村、东史村、霸王店村、杨家村、野场村、马村、秦家滩村、郝家村、庞家堡村、周鱼儿村、北花园村、业家村、张化村、滴水沿村、西史村、门村、沙圪屯村、插门庄村、李洪河村和昌里屯村。